# 瓦内萨·丹布罗西奥
瓦内萨·丹布罗西奥（義大利語：Vanessa D'Ambrosio；1988年4月26日—）是圣马力诺的一名政治家，于2017年4月至10月与敏马·扎沃利共同担任圣马力诺执政官。她是圣马力诺历史上第二位（并列）女性执政官，也是她在任时世界上最年轻的女性国家领导人。
丹布罗西奥出生于圣马力诺的博尔戈马焦雷，她的外祖父弗朗切斯科·伯蒂是圣马力诺共产党的创始人之一。她毕业于博洛尼亚大学，后加入联合左翼。2016年11月，以联合左翼主导的“民主社会主义左翼”为首的“现在.sm”联盟赢得圣马力诺大选。随后，德安布罗西奥在该党的推举下，出任圣马力诺执政官。